# Максимовское (Череповецкий район)
Максимовское — деревня в Череповецком районе Вологодской области.
Входит в состав Югского сельского поселения (с 1 января 2006 года по 8 апреля 2009 года входила в Сурковское сельское поселение), с точки зрения административно-территориального деления — в Ирдоматский сельсовет.
Деревня Максимовское зарегистрирована 16 ноября 2000 года.
По переписи 2002 года население — 1 человек.